# Terroristars
Terroristars, aussi stylisé TerroriSTARS, est un groupe de metal alternatif espagnol, originaire de Madrid.

## Histoire
Terroristars est formé en 2002 lors de la rencontre entre David Curto Nates (alias Curtonates) et Herrero. L'idée était de monter un groupe underground, anarchiste et non conventionnel. Un groupe sans limites et sans concessions, une attaque directe contre le système et le politiquement correct. Après des mois de préparation, le premier line-up de Terroristars se consolide avec Solano à la basse, Tornado à la batterie, Carlosbokor à la guitare, Herrero à la seconde guitare, et Curtonates au chant. C'est avec ce line-up qu'ils sortent leur première démo appelée Demopro 2002, produite par Big Simon. Rapidement, le line-up change et Solano, Tornado et Carlos Bokor quittent le groupe, remplacés par Santos (guitare), Cabrera (Manu Fernández (Tute)) (basse) et Chan (batterie).
Peu après, le gouvernement les censure, leur interdisant d'utiliser légalement le nom Terroristars. Bien que le groupe ait déclaré qu'il n'avait rien à voir avec la politique, il a été censuré par certains médias musicaux, par certaines salles de concert (bien que Terroristars soit un jeu de mots entre Terrorists et Stars). Mais cela ne les a pas arrêtés et ils ont continué à donner des concerts dans toute la péninsule (là où ils étaient autorisés à se produire).
Les Terroristars ont une performance live assez particulière et chaotique, ce qui leur permet de gagner progressivement du terrain et de se faire quelques fans dans toute l'Espagne. Après avoir participé au festival Villa de Bilbao et s'être classé troisième, ils se lancent dans l'enregistrement de leur premier album studio. Big Simon se charge de la production, et le mixage est réalisé en Suède par Fredrik Nordström (Dimmu Borgir, In Flames, Arch Enemy). Ils sont ainsi les premiers Espagnols à se rendre aux studios Fredman de Göteborg (évitant ainsi la censure espagnole). L'album part ensuite en Finlande, aux studios Finnvox d'Helsinki, où Mika Jussila (Children of Bodom, Therion) se charge du mastering. Un tandem qui permet la sortie de leur premier album, Satanistars, le vendredi 13 février 2004,,. Ils entament plusieurs concerts en promotion de l'album, dont un en direct le 17 septembre 2004 à Santander devant 8 000 personnes.
Le groupe annonce plus tard en 2006, un deuxième album qu'il écrivait depuis 2 ans. Tout était prêt pour l'enregistrement, mais Big Simon décède une semaine avant le début des enregistrements. Il allait être chargé de produire l'album, comme il l'avait fait depuis le début du groupe. Le nouvel album sera alors produit par Curtonates et Furnicator. L'enregistrement tourne au cauchemar, les problèmes se succèdent et ils sont sur le point d'arrêter plusieurs fois, mais la décident de continuer malgré tout. L'album part pour Bilbao où Carlos Creator le mixe. Un an plus tard, Made in Hellspain voit le jour,. Le magazine Mondosonoro lui attribue la note de 1/10. Une fois de plus, avant la sortie de l'album, il y a un nouveau changement dans le line-up. Podrideath cède sa place de bassiste à DFcAtor.
En 2009, le nouvel album Macabracadabra est enregistré, mais ne verra jamais sa sortie s'effectuer. Seules deux avant-premières ont été publiées sur leur page Myspace. Le groupe ne donnera plus signe de vie au commencement des années 2010.

## Discographie
- 2002 : Demopro 2002 (Terror Industrias)
- 2004 : Satanistars (Terror Industrias, Peer Music, El Diablo! Discos)
- 2007 : Made In HellSpain (Terror Industrias)